# Řád Isabely Katolické
Řád Isabely Katolické (Orden de Isabel la Católica) je španělský civilní řád udělovaný za zásluhy o stát. Vyznamenání není určeno jen Španělům, mezi držiteli je i mnoho cizinců.
Řád zřídil 14. března 1815 král Ferdinand VII. Španělský k poctě Isabely Kastilské a nazval jej Královský a americký řád Isabely Katolické (Real y Americana Orden de Isabel la Católica). Záměrem bylo „odměňovat neochvějnou věrnost Španělsku a zásluhy španělských občanů a cizinců o dobrou pověst národa a to zejména za výjimečné služby poskytované ku prospěchu držav v Americe a v zámoří.“ Řád byl královským dekretem z 26. července 1847 reorganizován v nynější Řád Isabely Kastilské se širším záběrem neomezujícím se jen na obě Ameriky.

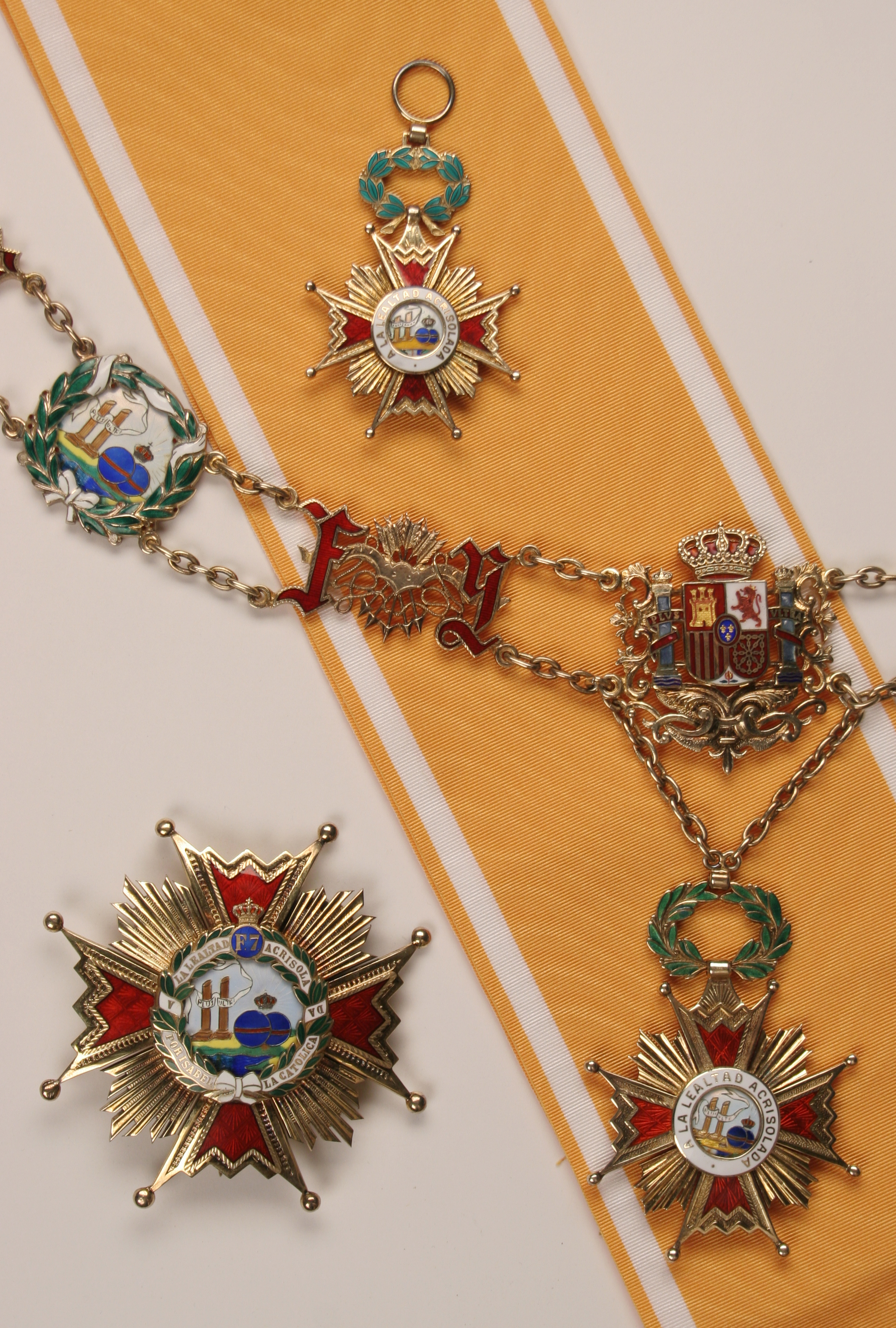
Rytířský velkokříž s řetězem (vyznamenání Václava Havla, Národní muzeum)

## Představení řádu a řádové stupně
Velmistrem řádu je španělský král (nyní Filip VI. Španělský). Velikým kancléřem je ministr zahraničí Španělska, všechny listiny nesou oba podpisy.
- První třída
  -  velkokříž s řetězem (Caballeros del Collar) (nejvýše 25 nositelů)
  -  rytířský velkokříž (Caballeros Gran Cruz) (nejvýše 500 nositelů)
- Druhá třída
  -  velkodůstojník (Encomienda de Número) (nejvýše 800 nositelů)
  -  důstojník (Encomienda)
- Třetí třída
  -  důstojnický kříž (Cruz de Oficial)
- Čtvrtá třída
  -  rytířský kříž (Cruz de Caballeros)
- Pátá třída
  -  stříbrný kříž (Cruz de Plata)
- Šestá třída
  -  stříbrná medaile (Medalla de Plata)
  -  bronzová medaile (Medalla de Bronce)[3]

Původní statut řádu vydaný 24. března 1815 zřizoval tři třídy. Od té doby se rozdělení a počet tříd několikrát změnil.

## Vzhled
Odznakem je rudě smaltovaný tlapatý kříž se zlatým rámováním. Vrcholy jsou zakončeny zlatou kuličkou. Střed je obkroužen vavřínovou ratolestí s bílou stuhou, na bílém pokladu jsou nápisy „A La Lealtad Acrisolada“ (Za prokázanou věrnost) a „Por Isabel la Católica“ (Za Isabelu Katolickou). Stužka je žlutá s bílým proužkem uprostřed.

## Významní nositelé
- Samuel Morse (1859), americký vynálezce a malíř
- Ignacio Mariscal, mexický diplomat
- Carlos Luis de Ribera y Fieve (1870), španělský malíř
- Emilio Arrieta (1871)
- Henry Wikoff (1871), americký spisovatel a reportér [5]
- Antonio López y López (1878), španělský podnikatel
- Joao Henrique Ulrich Junior (1880)
- Fredrik Pacius (1882)
- Pedro Paterno (1893), filipínský politik[6]:s.412
- Jan Szczepanik, polský vynálezce neprůstřelné vesty[7]
- Primitivo González del Alba (1906)
- Alexander Kircher (1909), rakousko-německý krajinář, ilustrátor [8]
- Ludvík Lazar Zamenhof (1909)
- Louis Mountbatten[9]
- Otto Abetz, německý diplomat
- Eva Duarte de Perón (1947), první dáma Argentiny[10]
- Gaspar Rivera Cestero (1959), portorický politik[11]
- Cayetana Fitz-James Stuart (1964), vévodkyně z Alby[12]
- Alejandro Roces (1965), filipínský historik, spisovatel a novinář[13]
- Peter Rafael Bloch (1969), historik umění a spisovatel[14]
- Farah Pahlaví (1969), íránská císařovna[15]
- Saddám Husajn (1974), viceprezident Iráku (pozdější prezident)[16][17]
- Imelda Marcosová (1974), první dáma Filipín[18]
- Basma bint Talal (1977), jordánská princezna[19][20]
- José López Portillo (1977), mexický prezident[21]
- Alfredo Pareja Diezcanseco (1979), ekvádorský diplomat[22]
- Ramón Xirau (1979), španělský básník a filozof[23]
- Joseph Perez, francouzský historik Španělska[24]
- Hugo Gutiérrez Vega (1983), mexický básník a diplomat[25]
- Doris Yankelewitz Berger (1984), první dáma Kostariky[26]
- Fidel Villarroel (1985), španělský historik a teolog[27]
- Kábús ibn Saíd (1985), ománský sultán[28]
- Sila María Calderón (1987), sedmý guvernér Portorika
- Gjánéndra (1987), nepálský král
- Dulce María Loynaz (1993), kubánská básnířka[29]
- Alicia Alonso (1993), kubánská tanečnice[30]
- Gustavo Cisneros, venezuelský podnikatel[31]
- Václav Havel (1993), český prezident
- Chavela Vargas (2000), mexický zpěvák[32]
- Josef Opatrný (2002), český historik a iberoamerikanista[33]
- Jiří Černý (lingvista) (2002), český lingvista[33]
- Josef Forbelský (2002), český lingvista a překladatel[33]
- Estanislao Rodríguez-Ponga (2004), španělský ekonom[34]
- Václav Klaus (2004), český prezident
- Juan Soriano (2006), mexický malíř[35]
- Ferenc Gyurcsány (2007), maďarský ministerský předseda[36]
- Traian Băsescu a Maria Băsescu (2007), rumunský prezident a první dáma Rumunska[37][38]
- Fernando Botero (2007), kolumbijský malíř a sochař[39]
- Rafael Arráiz Lucca (2007), venezuelský spisovatel[40]
- María Luisa Elío Bernal (2007), španělská spisovatelka a herečka žijící v mexickém exilu[41]
- Gloria Macapagal-Arroyová (2007), prezidentka Filipín [42]
- Felipe Calderón (2008), mexický prezident[43]
- Carlos Fuentes (2008), mexický spisovatel[44][45]
- Enrique Krauze (2008), mexický historik[44][45]
- Brad Owen (2008), Lieutenant Governor of Washington State, USA[46]
- José Woldenberg (2008), mexický politolog[44][45]
- Mario Molina (2008), mexický chemik[44][45]
- Luis Fortuno (2009), guvernér Portorika[47]
- Anne Hidalgová (2010), starostka Paříže[48]
- Jorge Drexler (2010), uruguayský zpěvák[49]
- Ashok Seth (2010), indický kardiolog[50]
- Diego Forlán (2011), uruguayský fotbalista[51]
- René Chamussy (2012), francouzsko-libanonský jezuitský kněz[52]
- Dilma Rousseffová (2012), brazilská prezidentka[53]
- Enrique Peña Nieto (2014), mexický prezident
- Matthew Festing (2015), velmistr Maltézského řádu
- Ollanta Moisés Humala Tasso (2015), prezident Peru
- François Hollande (2015), francouzský prezident
- Juan Manuel Santos Calderón (2015), prezident Kolumbie
- Marcelo Nuno Duarte Rebelo de Sousa (2016), portugalský prezident
- Dominique de la Rochefoucauld-Montbel (2016), velmistr Maltézského řádu
- Mauricio Macri (2017), prezident Argentiny
- Nursultan Nazarbajev (2017), prezident Kazachstánu